# Achelion occidentalis
Achelion occidentalis là một loài chân đều trong họ Entoniscidae. Loài này được Hartnoll miêu tả khoa học năm 1966.